# Guerra Anglo-Aro
La Guerra Anglo-Aro (1901-1902) fue un conflicto entre la Confederación Aro en la actual Nigeria Oriental y el Imperio Británico. La guerra comenzó tras el aumento de la tensión entre los líderes de Aro y los colonialistas británicos después de años de negociaciones fallidas.

## Casus belli
La Confederación Aro, cuyos poderes se extendían a lo largo del este de Nigeria y más allá, se vio desafiada en las últimas décadas del siglo XIX por la creciente penetración británica en el interior del país. El pueblo Aro y sus aliados se resistieron a la penetración que amenazaba su cultura, influencia y soberanía.

El uso por parte del pueblo Aro de la práctica adivinatoria en los santuarios dedicados al dios Ibin Ukpabi, para dominar las actividades de esclavitud, fue percibido como contrario a la ambición imperial de las potencias británicas, que fue la causa de la necesidad de destruir consecuentemente el santuario primario, con sede en Arochukw.

## Oposición Aro
Los Aros sabían que la penetración británica destruiría su dominio económico en el interior del país. También se opusieron a su religión, el cristianismo, que amenazaba su influencia religiosa a través de su oráculo Ibini Ukpabi. Las incursiones e invasiones de comunidades lideradas por los Aros se llevaron a cabo con el fin de socavar la penetración británica desde la década de 1890. Mientras los británicos se preparaban para la invasión de Arochukwu en noviembre de 1901, los Aro lanzaron su última gran ofensiva antes de la Expedición Aro de las fuerzas británicas. Las fuerzas de Aro lideradas por Okoro Toti saquearon a Obegu (un aliado británico) lo que resultó en la muerte de 400 personas. Este ataque aceleró la preparación británica para su ofensiva.

## Expedición Aro
Sir Ralph Moore y la Real Compañía del Riger habían planeado el ataque al Aros y al oráculo de Ibini Ukpabi desde septiembre de 1899, pero debido a la falta de mano de obra necesaria, se retrasó hasta noviembre de 1901. El 28 de noviembre, el teniente coronel Arthur Forbes Montanaro dirigió a 87 oficiales, 1.550 soldados y 2.100 transportes en cuatro ejes de avance hacia Arochukwu desde Oguta, Akwete, Unwana e Itu en una campaña de contrainsurgencia. Como era de esperar, las fuerzas de Aro resistieron con fuerza en todos los ejes, aunque carecían de armas modernas. Sin embargo, Arochukwu fue capturado el 28 de diciembre después de cuatro días de feroces batallas en la ciudad y sus alrededores. Como resultado, el santuario de Ibini Ukpabi fue supuestamente volado. Las batallas entre las fuerzas británicas y las de Aro continuaron en toda la región hasta la primavera de 1902, cuando las fuerzas de Aro fueron derrotadas en la última gran batalla de Bende. La Expedición Aro terminó tres semanas después.

## Resultado de la guerra
Algunos de los líderes de Aro, como Okoro Toti, fueron arrestados, juzgados por tribunales y colgados. La Confederación de Aro fue destruida y Eze Kanu Okoro (rey de Arochukwu), se escondió pero fue arrestado más tarde. Aunque el dominio de Aro se desmoronó en marzo de 1902, muchos Aros participaron en las posteriores resistencias contra los británicos en la región, como en Afikpo (1902-1903), Ezza (1905), y otras áreas donde los Aro tenían una presencia particularmente significativa. La derrota de los Aro ayudó a los británicos a abrir el interior, pero la seria oposición a la penetración británica en Igboland claramente no terminó con la Guerra Anglo-Aro. En los años siguientes, los británicos tuvieron que hacer frente a muchos otros conflictos y guerras en varias partes de Igboland, como el conflicto Nri (1905-1911), la guerra de Ekumeku (1883-1914), la guerra de las mujeres de Igbo (1929), etc.

## Grandes batallas
- Batallas en la zona de Oguta/Owerri (noviembre de 1901)
- Batallas de Esu Itu (diciembre de 1901)
- Batallas de Arochukwu (diciembre de 1901)
- Batalla de Edimma (enero de 1902)
- Batalla de Ikotobo (enero de 1902)
- Batalla de Ikorodaka (febrero de 1902)
- Batalla de Bende (marzo de 1902)